# Сен-Прива (Коррез)
Сен-Прива́ (фр. Saint-Privat, окс. Sent Privat) — коммуна во Франции, находится в регионе Лимузен. Департамент — Коррез. Административный центр кантона Сен-Прива. Округ коммуны — Тюль.
Код INSEE коммуны — 19237.
Коммуна расположена приблизительно в 420 км к югу от Парижа, в 105 км юго-восточнее Лиможа, в 30 км к юго-востоку от Тюля.

## Население
Население коммуны на 2008 год составляло 1116 человек.
| 1962 | 1968 | 1975 | 1982 | 1990 | 1999 | 2008 |
| ---- | ---- | ---- | ---- | ---- | ---- | ---- |
| 942  | 1019 | 1114 | 1167 | 1126 | 1098 | 1116 |

## Администрация
| Период | Период | Фамилия           | Партия                    | Примечания               |
| ------ | ------ | ----------------- | ------------------------- | ------------------------ |
| 2001   | 2008   | Жан-Базиль Саллар | Социалистическая партия   |                          |
| 2008   |        | Серж Галье        | Союз за народное движение | член генерального совета |

## Экономика
В 2007 году среди 661 человека в трудоспособном возрасте (15-64 лет) 467 были экономически активными, 194 — неактивными (показатель активности — 70,7 %, в 1999 году было 64,3 %). Из 467 активных работали 438 человек (243 мужчины и 195 женщин), безработных было 29 (17 мужчин и 12 женщин). Среди 194 неактивных 27 человек были учениками или студентами, 72 — пенсионерами, 95 были неактивными по другим причинам.